# Amido Baldé
Amido Baldé (Bissau, Guinea-Bissau, 16 de mayo de 1991) es un futbolista de Guinea-Bissau que posee también la nacionalidad portuguesa. Juega como delantero y su equipo actual es el Ho Chi Minh City FC.

## Carrera
Amido Baldé comenzó su carrera futbolística en un equipo asociado al Sporting de Lisboa en Guinea-Bissau, el Sporting Bissau. Su capacidad goleadora, además de su altura, atrajo la atención de los observadores del Sporting de Lisboa. A principios de la temporada 2008-2009 llegó a Portugal, junto con su compañero Zézinho, para jugar en las categorías inferiores del Sporting. Allí ayudó a conseguir tres campeonatos, en los cuales marcó grandes y decisivos goles.
Después de graduarse en la academia del Sporting de Lisboa, Amido fue cedido al Clube Desportivo Santa Clara. En enero de 2011 fue cedido de nuevo al Club Deportivo Badajoz que disputa la Segunda División B de España. Durante esta media temporada en el club extremeño tuvo un inicio más que sobresaliente, pero su irregularidad en los partidos posteriores fue alarmante. En el verano de 2011 el jugador luso fue vendido al Cercle Brugge.
El 13 de junio de 2013 se confirmó su fichaje por el Celtic F. C.

## Selección nacional
Ha disputado la Copa Mundial de Fútbol Sub-20 de 2011 con Portugal, jugando un partido, y consiguiendo un subcampeonato.
| Selección Nacional                     | Competición                           | Posición   | Año  | País     | Partidos | Goles |
| -------------------------------------- | ------------------------------------- | ---------- | ---- | -------- | -------- | ----- |
| Selección de fútbol sub-20 de Portugal | Copa Mundial de Fútbol Sub-20 de 2011 | Subcampeón | 2011 | Colombia | 1        | 0     |

## Clubes
| Club                      | País      | Año       |
| ------------------------- | --------- | --------- |
| Sporting de Lisboa        | Portugal  | 2010-2012 |
| Santa Clara (cedido)      | Portugal  | 2010      |
| CD Badajoz (cedido)       | España    | 2011      |
| Cercle Brugge (cedido)    | Bélgica   | 2011-2012 |
| Vitória de Guimarães      | Portugal  | 2012-2013 |
| Celtic F. C.              | Escocia   | 2013-2015 |
| Waasland-Beveren (cedido) | Bélgica   | 2014-2015 |
| Hapoel Tel Aviv (cedido)  | Israel    | 2015      |
| FC Metz                   | Francia   | 2015-2016 |
| Benfica Luanda            | Angola    | 2016      |
| Marítimo                  | Portugal  | 2016-2018 |
| Tondela (cedido)          | Portugal  | 2017      |
| Kukësi                    | Albania   | 2018      |
| Al-Nasr Benghazi          | Libia     | 2018-2019 |
| Persebaya Surabaya        | Indonesia | 2019      |
| PSM Makassar              | Indonesia | 2019      |
| Ho Chi Minh City FC       | Vietnam   | 2020-     |

## Palmarés

### Títulos nacionales
| Título               | Club                 | País     | Año  |
| -------------------- | -------------------- | -------- | ---- |
| Copa de Portugal     | Vitória de Guimarães | Portugal | 2013 |
| Scottish Premiership | Celtic FC            | Escocia  | 2014 |